# I dimma dold
Pour plus de détails, voir Fiche technique et Distribution.
I dimma dold est un film suédois réalisé par Lars-Eric Kjellgren, sorti en 1953.

## Fiche technique
- Titre : I dimma dold
- Réalisation : Lars-Eric Kjellgren
- Scénario : Vic Sunesson
- Photographie : Gunnar Fischer
- Montage : Tage Holmberg (en)
- Musique : Erik Nordgren
- Pays de production : Suède
- Format : Noir et blanc - 1,37:1 - Mono
- Genre : policier
- Durée : 88 minutes
- Date de sortie : 1953

## Distribution
- Eva Henning : Lora Willding
- Sonja Wigert : Jimmie Hedström - Femme Fatale
- Hjördis Petterson : Annie Eriksson
- Dagmar Ebbesen : Vilma
- Sif Ruud : Bojan of Stureplan
- Mimi Nelson (en) : Salvation Army Soldier
- Georg Rydeberg : Walter Willding
- Hugo Björne : Fredrik Sjövall
- Erik Strandmark (en) : Olle Lindaeus
- Sven Lindberg (en) : Inspecteur de police Kjell Myrman
- Sture Lagerwall (en) : Jack Willding
- Bengt Blomgren : Journaliste